# パチューカ
パチューカ（Pachuca）は、メキシコの都市で、イダルゴ州の州都である。正式名称はパチューカ・デ・ソト（Pachuca de Soto）。人口277,375人（2015年）。

## 概要
首都メキシコシティの北東約90km、標高約2400mの高地に位置する。かつて銀の採掘で栄えた。
メキシコ最古のサッカークラブCFパチューカの本拠地である。

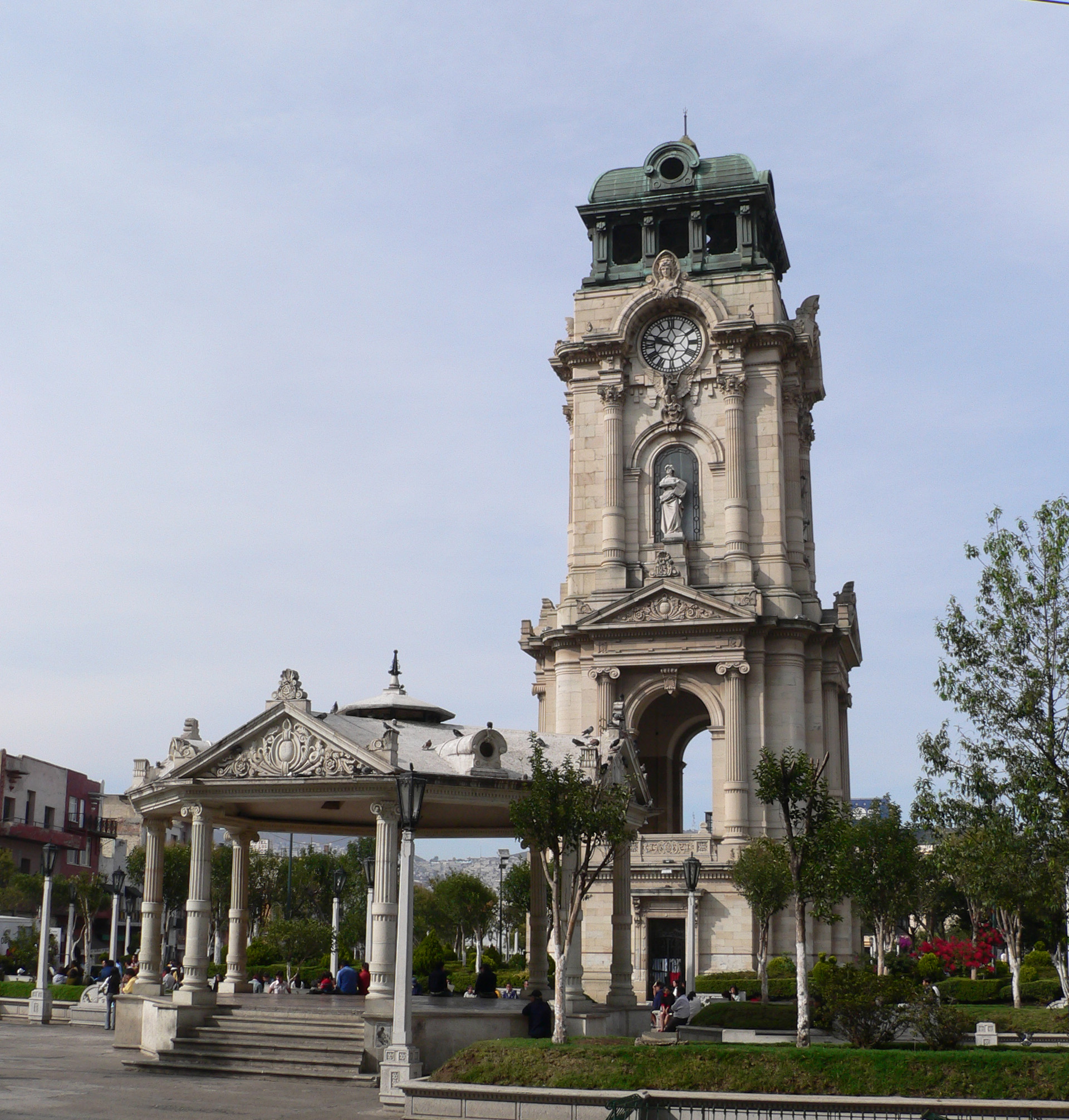
独立記念塔

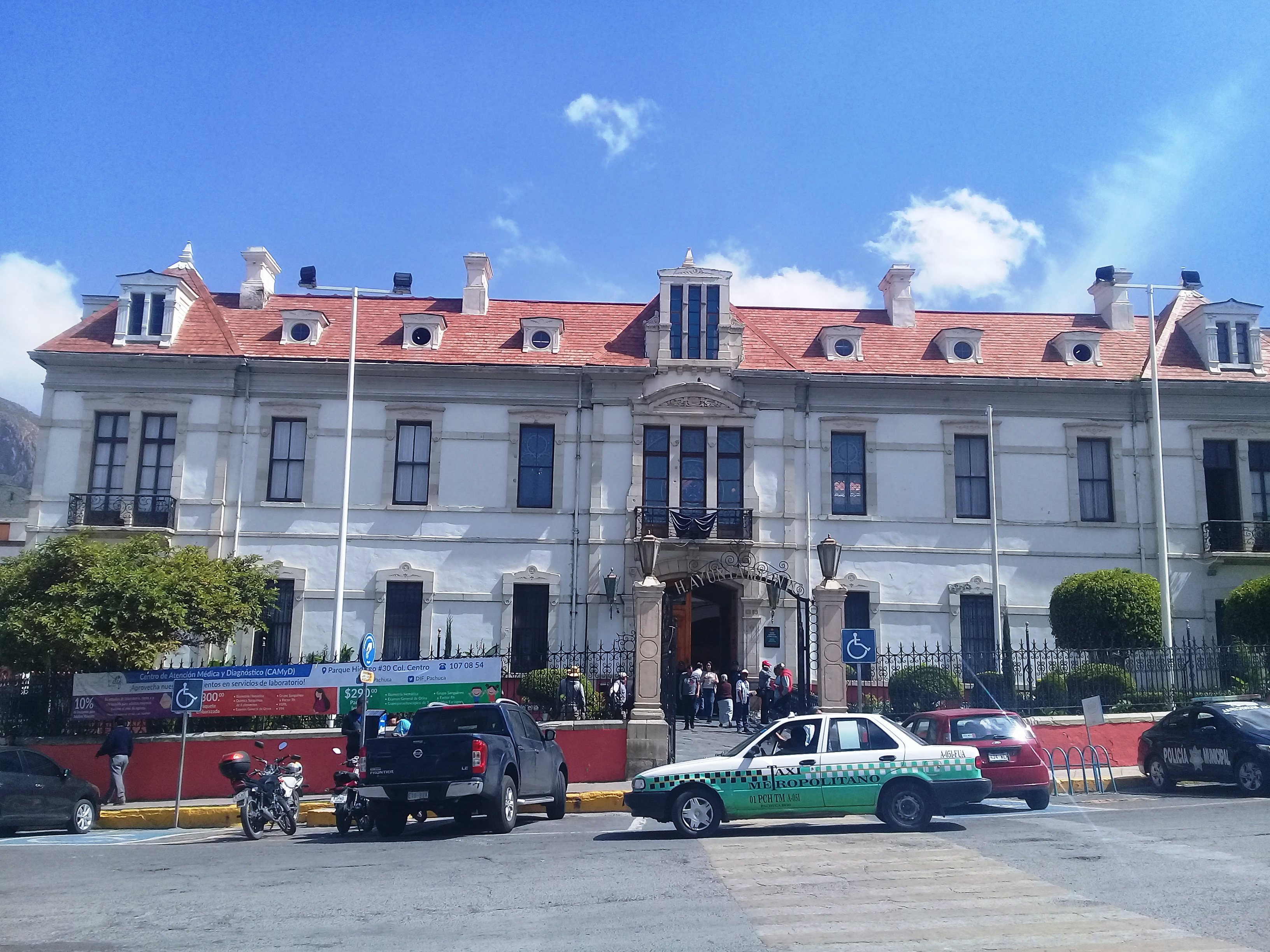
基礎自治体庁舎

## 姉妹都市
- ラパス、ボリビア
- ポンフェラーダ、スペイン
- リトルロック、アメリカ合衆国
- ハリスバーグ、アメリカ合衆国
- Eagle Pass、アメリカ合衆国
- Camborne、イギリス